# Уилли, Келли
Келли Уилли (англ. Kelly Willie; род. 7 сентября 1982, Хьюстон, Техас, США) — американский легкоатлет, специализирующийся на спринте, олимпийский чемпион 2004 года.

## Биография
Родился и вырос в Хьюстоне, штат Техас, учился в старшей школе Стерлинга и там участвовал в соревнованиях по легкой атлетике. Уилли учился в университете штата Луизиана и участвовал в их команде LSU Tigers, будучи трехкратным чемпионом NCAA в эстафете и занявшим второе место на 400 м в 2004 году. Он выступал за американскую эстафетную команду 4×400 метров на Олимпийских играх 2004 года, но только на отборочных заездах.